# Cacajao ayresi
Cacajao ayresi is een zoogdier uit de familie van de sakiachtigen (Pitheciidae). De wetenschappelijke naam van de soort werd voor het eerst geldig gepubliceerd door Boubli, da Silva, Amado, Herbk, Pontual & Farias in 2008.

## Voorkomen
De soort komt voor in Brazilië.